# Tournoi d'ouverture du championnat d'Argentine de football 1998
Navigation
Tournoi précédent Tournoi suivant
Le tournoi d'ouverture de la saison 1998 du Championnat d'Argentine de football est le premier tournoi semestriel de la 69e édition du championnat de première division en Argentine. Les vingt équipes sont regroupées au sein d'une poule unique où elles affrontent une fois chacun de leurs adversaires. Il n'y a ni promotion, ni relégation à l'issue de ce tournoi.
C'est le club de Boca Juniors qui remporte le tournoi après avoir terminé -invaincu- en tête du classement final, avec neuf points d'avance sur Gimnasia y Esgrima (La Plata) et douze sur le  Racing Club. C'est le vingt-troisième titre de champion d'Argentine de l'histoire du club, le premier depuis six ans.

## Qualifications continentales
Le vainqueur du tournoi Ouverture est qualifié pour la Copa Libertadores 2000.

## Les clubs participants
| \| Buenos Aires La Plata Rosario Jujuy Santa Fe Córdoba \| Villes représentées lors de la saison 1998-1999 |
| Buenos Aires La Plata Rosario Jujuy Santa Fe Córdoba                                                       |

- Argentinos Juniors
- Gimnasia y Esgrima (La Plata)
- Gimnasia y Esgrima (Jujuy)
- Rosario Central
- Unión (Santa Fe)
- Boca Juniors
- Ferro Carril Oeste
- Colón (Santa Fe)
- Independiente
- Lanús
- Newell's Old Boys (Rosario)
- Platense
- Racing Club
- San Lorenzo de Almagro
- Estudiantes (La Plata)
- Huracán
- River Plate
- Vélez Sársfield
- Talleres (Córdoba) - Promu de Primera B Nacional
- Belgrano (Córdoba) - Promu de Primera B Nacional

## Compétition
Le barème utilisé pour établir le classement est le suivant :
- Victoire : 3 points
- Match nul : 1 point
- Défaite : 0 point

### Classement
| Rang | Équipe                        | Pts | J  | G  | N  | P  | Bp | Bc | Diff |
| ---- | ----------------------------- | --- | -- | -- | -- | -- | -- | -- | ---- |
| 1    | Boca Juniors                  | 45  | 19 | 13 | 6  | 0  | 45 | 18 | +27  |
| 2    | Gimnasia y Esgrima (La Plata) | 36  | 19 | 10 | 6  | 3  | 31 | 23 | +8   |
| 3    | Racing Club                   | 33  | 19 | 9  | 6  | 4  | 39 | 29 | +10  |
| 4    | Lanús                         | 30  | 19 | 8  | 6  | 5  | 20 | 20 | 0    |
| 5    | Colón (Santa Fe)              | 26  | 19 | 7  | 5  | 7  | 28 | 27 | +1   |
| 6    | San Lorenzo de Almagro        | 25  | 19 | 6  | 7  | 6  | 40 | 35 | +5   |
| 7    | Argentinos Juniors            | 25  | 19 | 5  | 10 | 4  | 31 | 27 | +4   |
| 8    | Newell's Old Boys (Rosario)   | 25  | 19 | 6  | 7  | 6  | 22 | 21 | +1   |
| 9    | Unión (Santa Fe)              | 25  | 19 | 6  | 7  | 6  | 32 | 34 | -2   |
| 10   | Rosario Central               | 25  | 19 | 6  | 7  | 6  | 26 | 28 | -2   |
| 11   | Vélez SársfieldT              | 24  | 19 | 6  | 6  | 7  | 26 | 26 | 0    |
| 12   | Estudiantes (La Plata)        | 24  | 19 | 6  | 6  | 7  | 22 | 23 | -1   |
| 13   | Talleres (Córdoba)P           | 24  | 19 | 7  | 3  | 9  | 28 | 33 | -5   |
| 14   | Gimnasia y Esgrima (Jujuy)    | 22  | 19 | 4  | 10 | 5  | 31 | 30 | +1   |
| 15   | River Plate                   | 22  | 19 | 5  | 7  | 7  | 27 | 27 | 0    |
| 16   | Independiente                 | 22  | 19 | 5  | 5  | 9  | 26 | 26 | 0    |
| 17   | Ferro Carril Oeste            | 20  | 19 | 5  | 5  | 9  | 24 | 31 | -7   |
| 18   | Huracán                       | 20  | 19 | 5  | 5  | 9  | 29 | 42 | -13  |
| 19   | Belgrano (Córdoba)P           | 19  | 19 | 4  | 7  | 8  | 22 | 31 | -9   |
| 20   | Platense                      | 13  | 19 | 3  | 4  | 12 | 21 | 39 | -18  |

|  | Qualification directe pour la Copa Libertadores 2000 |
|  | T : Tenant du titre P : Club promu de Primera B      |

## Bilan de la saison
| Championnat d'Argentine de football 1998 |                          |
| Champion                                 | Boca Juniors (23e titre) |
| Coupes et trophées                       |                          |
| Vainqueur de la Coupe d'Argentine 1998   | Non disputée             |
| Qualifications continentales             |                          |
| Copa Libertadores 2000                   | Boca Juniors             |
| Promotions et relégations                |                          |
| Promus en Primera Division               | Aucun                    |
| Relégués en Primera B Nacional           | Aucun                    |